# حصار تركمان
حصار تركمان هي قرية في مقاطعة أرومية، إيران. عدد سكان هذه القرية هو 243 في سنة 2006.